# アーサー・クラインマン
アーサー・クラインマン（Arthur Kleinman、1941年3月11日－　）は、ニューヨーク生まれのアメリカの精神医学者、医療人類学者。
スタンフォード大学で医学博士号を得た後(1967)、ハーバード大学で社会人類学の修士号を得た(1974)。精神科医として訓練を受けたが、台湾や中国本土における精神医療の研究を通じて、文化と精神医療について関心をもつようになる。後には、その関心を医療と文化に広げ、に医療人類学の研究者として知られるようになった。『病いの語り』において、医療者は疾患（Disease)として扱う事象を、患者は病い（illness)として生きるという見方を提唱した。つまり、同じ事態に対してそれぞれが異なる物語を持っているということ、それらのいずれもが医療にとって重要であり、後者、病いとして生きる患者のナラティヴを重視する姿勢を示したのである。こうした流れは、ナラティブ・ベースト・メディスンにつながっていく。